# La Ballade du soldat
Pour plus de détails, voir Fiche technique et Distribution.
La Ballade du soldat (titre russe : Баллада o солдате, Ballada o soldate) est un film soviétique réalisé par Grigori Tchoukhraï et sorti en 1959.

## Synopsis
Pendant la Seconde Guerre mondiale, Aliocha, jeune soldat russe s'étant distingué sur le front, se voit offrir une décoration. Il refuse toutefois ce grand honneur et, au lieu de cela, demande à obtenir une permission pour rendre visite à sa mère. Son voyage est long et difficile : il doit sauter de train en train, et de nombreux obstacles lui font prendre du retard. Il rencontrera tout au long de son périple diverses personnes, qui l'aideront, ou à qui il apportera son aide. Et puis il fera la rencontre de Choura, jeune fille voyageant dans la même direction que lui. Pendant le trajet, tous deux font connaissance, et tombent amoureux.
Mais à peine ont-ils le temps de se le dire, à peine Aliocha serre-t-il sa mère dans ses bras, que déjà il doit repartir au front. Pour ne plus en revenir.

## Fiche technique
- Production : Mosfilm
- Réalisation : Grigori Tchoukhraï
- Scénario : Grigori Tchoukhraï, Valentin Ezhov
- Photographie : Vladimir Nikolaev, Era Savelieva - Noir et Blanc
- Décors : Boris Nemetchek
- Musique : Mikhail Ziv
- Pays de production :  Union soviétique
- Genre : Drame
- Durée : 92 min.
- Pays : URSS
- Sortie : 1er décembre 1959

## Distribution
- Vladimir Ivachov : Alexeï Skvortsov, dit Aliocha
- Janna Prokhorenko : Choura
- Antonina Maksimova (ru) : Katerina Skvortsova, la mère d'Aliocha
- Nikolaï Krioutchkov : le général
- Evgueni Ourbanski : Vassya, l'invalide de guerre
- Elza Lejdeï : Lisa, la femme de Vassya
- Valentina Markova (ru) : Zoïa, voisine des Skvortsov
- Aleksandr Kuznetsov : Gavrilkine, le garde
- Evgueni Teterine (ru) : le lieutenant
- Vladimir Kachpour : soldat
- Evgueni Evstigneïev : conducteur de camion
- Radner Mouratov : auto-stopper
- Guennadi Yukhtine (ru) : Sergueï Pavlov, soldat
- Maria Kremneva : Elisaveta Petrovna, la femme de Sergueï Pavlov
- Vladimir Pokrovski (ru) : père de Pavlov
- Gueorgui Youmatov : militaire
- Valentina Telegina : vieille femme chauffeur
- Lev Borissov (ru) : soldat blagueur dans le train
- Youri Yakovlev : narrateur (voix)
- Ekaterina Savinova : chef de wagon

Les deux acteurs principaux, Vladimir Ivachov et Janna Prokhorenko, n'avaient tous deux que dix-neuf ans et n'avaient pas beaucoup d'expérience. Grigori Tchoukhraï commente ainsi son choix :
"Nous avons pris un gros risque. C'était risqué de donner les rôles principaux à des acteurs inexpérimentés. Peu l'auraient fait en ce temps-là, mais nous avons tenté le coup et ne l'avons pas regretté. Volodia et Janna ont donné une coloration précieuse au film, à savoir, la spontanéité et le charme de la jeunesse."
L'un comme l'autre auront par la suite de longues carrière dans le cinéma.

## Commentaire
- « La Ballade du soldat est un film d'une grande sensibilité (...). La compassion pour le destin des individus s'exprime ici dans sa plénitude et l'on est bien loin des discours officiels sur les héros. C'est la guerre qui est la véritable ennemie, car elle tue tout ce qui est humain (...) », écrit Jean-Marie Carzou[1].
- « (...) Tchoukhraï n'a pas éprouvé le besoin de broder des fioritures sur ce qu'il ressentait fortement. (...) Dans l'ensemble, secondé par les admirables "gris"  de son opérateur, il se borne à faire surgir la poésie des êtres et des paysages. (...) On pourrait multiplier les exemples de cette magie visuelle qui naît de la chaleur du sentiment éprouvé et non du tarabiscotage formel. »[2]

## Propos d'auteur
- « J'ai été soldat. C'est comme soldat que j'ai parcouru le chemin de Stalingrad à Vienne. En route, j'ai laissé beaucoup de camarades qui m'étaient chers. (...) Ce que nous avons voulu montrer, Valentin Ezhov et moi, ce n'est pas comment notre héros a fait la guerre, mais quelle sorte d'homme il était, pourquoi il s'est battu. Renonçant aux scènes de bataille (...) nous avons cherché un sujet qui flétrit la guerre. (...) Ce garçon (le jeune soldat Aliocha) pouvait devenir un bon père de famille, un mari affectueux, un ingénieur ou un savant, il pouvait cultiver le blé ou des jardins. La guerre ne l'a pas permis. Il n'est pas revenu. Combien d'autres ne sont pas revenus ! » (Grigori Tchoukhraï, propos reproduits dans Le cinéma russe et soviétique, L'Équerre, Centre Georges-Pompidou, 1981).

## Récompenses
- Prix de la Meilleure participation pour la sélection soviétique, au festival de Cannes 1960[3].
- BAFTA du meilleur film en 1962, ex æquo avec L'Arnaqueur.